# Film School
Film School är en amerikansk indierockgrupp från San Francisco. Gruppen bildades under sent 1990-tal av sångaren Greg Bertens och har släppt sex studioalbum.

## Medlemmar
Senaste medlemmar
- Greg Bertens (Krayg Burton) - sång, gitarr (1998-2011, 2014-)
- Jason Ruck - keyboard (2002-2011, 2014-)
- Justin Labo - bas (2001-2007, 2014-)
- Nyles Lannon - gitarr (2001-2007, 2014-)

Tidigare medlemmar
- Lorelei (Plotczyk) Meetze - bas (2007-2011)
- Ben Montesano - trummor (2001-2003)
- Donny Newenhouse - slagverk (2003-2007)
- James Smith - slagverk (2007-?)
- Dave Dupuis - gitarr (2007-?)

## Diskografi
Studioalbum
- 2001 – Brilliant Career
- 2006 – Film School
- 2007 – Hideout
- 2010 – Fission
- 2018 – Bright To Death
- 2021 – We Weren't Here

EP-skivor
- 2000 – I'm Not Working
- 2003 – Alwaysnever
- 2016 – June

Singlar
- 2004 – Harmed
- 2005 – On & On
- 2006 – 11:11
- 2007 – Dear Me
- 2010 – When I'm Yours
- 2017 – Bye Bye Bird
- 2018 – Crushin'
- 2018 – Go Low
- 2019 – Influencer
- 2019 – Go (But Not Too Far)
- 2020 – Swim